# A.S.D. Verucchio
Associazione Sportiva Dilettantistica Verucchio là một câu lạc bộ bóng đá Ý đến từ Verucchio, Emilia-Romagna. Màu sắc của đội là hồng và đen.